# Središčni binomski koeficient
n-ti središčni binomski koeficient je v matematiki določen z binomskim koeficientom kot:
{\displaystyle {2n \choose n}={\frac {(2n)!}{(n!)^{2}}}={\frac {2^{n}(2n-1)!!}{n!}},\qquad (n\geq 0)\!\,.}
Tu je n! funkcija fakulteta in n!! dvojna fakulteta. Binomski koeficienti se imenujejo središčni (centralni), ker se pojavljajo točno na sredi sodih vrstic v Pascalovem trikotniku:
|                   |                   |                    |                   |                    |                    |                     |                    |                     |                     | {\displaystyle {\underline {1}}}   |                     |                     |                    |                     |                    |                    |                   |                    |                   |                   |
|                   |                   |                    |                   |                    |                    |                     |                    |                     | {\displaystyle 1}   |                                    | {\displaystyle 1}   |                     |                    |                     |                    |                    |                   |                    |                   |                   |
|                   |                   |                    |                   |                    |                    |                     |                    | {\displaystyle 1}   |                     | {\displaystyle {\underline {2}}}   |                     | {\displaystyle 1}   |                    |                     |                    |                    |                   |                    |                   |                   |
|                   |                   |                    |                   |                    |                    |                     | {\displaystyle 1}  |                     | {\displaystyle 3}   |                                    | {\displaystyle 3}   |                     | {\displaystyle 1}  |                     |                    |                    |                   |                    |                   |                   |
|                   |                   |                    |                   |                    |                    | {\displaystyle 1}   |                    | {\displaystyle 4}   |                     | {\displaystyle {\underline {6}}}   |                     | {\displaystyle 4}   |                    | {\displaystyle 1}   |                    |                    |                   |                    |                   |                   |
|                   |                   |                    |                   |                    | {\displaystyle 1}  |                     | {\displaystyle 5}  |                     | {\displaystyle 10}  |                                    | {\displaystyle 10}  |                     | {\displaystyle 5}  |                     | {\displaystyle 1}  |                    |                   |                    |                   |                   |
|                   |                   |                    |                   | {\displaystyle 1}  |                    | {\displaystyle 6}   |                    | {\displaystyle 15}  |                     | {\displaystyle {\underline {20}}}  |                     | {\displaystyle 15}  |                    | {\displaystyle 6}   |                    | {\displaystyle 1}  |                   |                    |                   |                   |
|                   |                   |                    | {\displaystyle 1} |                    | {\displaystyle 7}  |                     | {\displaystyle 21} |                     | {\displaystyle 35}  |                                    | {\displaystyle 35}  |                     | {\displaystyle 21} |                     | {\displaystyle 7}  |                    | {\displaystyle 1} |                    |                   |                   |
|                   |                   | {\displaystyle 1}  |                   | {\displaystyle 8}  |                    | {\displaystyle 28}  |                    | {\displaystyle 56}  |                     | {\displaystyle {\underline {70}}}  |                     | {\displaystyle 56}  |                    | {\displaystyle 28}  |                    | {\displaystyle 8}  |                   | {\displaystyle 1}  |                   |                   |
|                   | {\displaystyle 1} |                    | {\displaystyle 9} |                    | {\displaystyle 36} |                     | {\displaystyle 84} |                     | {\displaystyle 126} |                                    | {\displaystyle 126} |                     | {\displaystyle 84} |                     | {\displaystyle 36} |                    | {\displaystyle 9} |                    | {\displaystyle 1} |                   |
| {\displaystyle 1} |                   | {\displaystyle 10} |                   | {\displaystyle 45} |                    | {\displaystyle 120} |                    | {\displaystyle 210} |                     | {\displaystyle {\underline {252}}} |                     | {\displaystyle 210} |                    | {\displaystyle 120} |                    | {\displaystyle 45} |                   | {\displaystyle 10} |                   | {\displaystyle 1} |

Prve vrednosti središčnih binomskih koeficientov za n ≥ 0 so (OEIS A000984):
1, 2, 6, 20, 70, 252, 924, 3432, 12870, 48620, 184756, 705432, ... .
V Pascalovi matriki se pojavljajo po njeni diagonali:
{\displaystyle A_{10,10}={\begin{bmatrix}{\underline {1}}&1&1&1&1&1&1&1&1&1\\1&{\underline {2}}&3&4&5&6&7&8&9&10\\1&3&{\underline {6}}&10&15&21&28&36&45&55\\1&4&10&{\underline {20}}&35&56&84&120&165&220\\1&5&15&35&{\underline {70}}&126&210&330&495&715\\1&6&21&56&126&{\underline {252}}&462&792&1287&2002\\1&7&28&84&210&462&{\underline {924}}&1716&3003&5005\\1&8&36&120&330&792&1716&{\underline {3432}}&6435&11440\\1&9&45&165&495&1287&3003&6435&{\underline {12870}}&24310\\1&10&55&220&715&2002&5005&11440&24310&{\underline {48620}}\end{bmatrix}}\;,}

## Značilnosti
Za središčne binomske koeficiente velja rodovna funkcija:
{\displaystyle {\frac {1}{\sqrt {1-4x}}}=1+2x+6x^{2}+20x^{3}+70x^{4}+252x^{5}+\cdots \!\,.},
Wallisov produkt se lahko zapiše v asimptotični obliki za središčni binomski koeficient:
{\displaystyle {2n \choose n}=2^{2n}\cdot {\frac {1\cdot 3\cdot 5\cdots (2n-1)}{2\cdot 4\cdot 6\cdots (2n)}}\sim {\frac {4^{n}}{\sqrt {\pi n}}},{\text{ ko gre }}n\rightarrow \infty \!\,.}
Zadnji izraz se lahko preprosto izpelje s pomočjo Stirlingove formule. Lahko se na drugi strani uporabi za določitev konstante {\displaystyle {\sqrt {2\pi }}} pred Stirlingovo formulo s primerjavo.
Enostavni meji sta dani z:
{\displaystyle {\frac {4^{n}}{2n+1}}\leq {2n \choose n}\leq 4^{n},\qquad (n\geq 1)\!\,.}
Boljši meji sta:
{\displaystyle {\frac {4^{n}}{\sqrt {4n}}}\leq {2n \choose n}\leq {\frac {4^{n}}{\sqrt {3n+1}}},\qquad (n\geq 1)\!\,,}
in, če je potrebna še večja točnost:
{\displaystyle {2n \choose n}={\frac {4^{n}}{\sqrt {\pi n}}}\left(1-{\frac {c_{n}}{n}}\right)\!\,,}
kjer je:
{\displaystyle {\frac {1}{9}}<c_{n}<{\frac {1}{8}},\qquad (n\geq 1)\!\,.}
Edini lihi središčni binomski koeficient je 1.

## Sorodna zaporedja
Sorodna Catalanova števila Cn so dana z:
{\displaystyle C_{n}={\frac {1}{n+1}}{2n \choose n}={2n \choose n}-{2n \choose n+1}={\frac {(2n)!}{n!\;(n+1)!}},\qquad (n\geq 0)\!\,.}
Preprosta posplošitev središčnih binomskih koeficientov je dana kot:
{\displaystyle {\frac {\Gamma (2n+1)}{\Gamma (n+1)^{2}}}={\frac {1}{n\operatorname {\mathrm {B} } (n+1,n)}}\!\,,}
z odgovarjajočimi realnimi števili n, kjer je {\displaystyle \Gamma (x)\,} funkcija gama in {\displaystyle \operatorname {\mathrm {B} } (x,y)\,} funkcija beta.